# مقاطعة لوغان (أوهايو)
مقاطعة لوغان (بالإنجليزية: Logan County)‏ هي إحدى مقاطعات ولاية أوهايو في الولايات المتحدة الأمريكية.

## أعلام
- سيلاس جاربر
- سيمون كينتون
- إتش. ووكر